# Kanton Montagrier
Der Kanton Montagrier war von 1790 bis 2015 ein französischer Wahlkreis im Arrondissement Périgueux, im Département Dordogne und in der Region Aquitanien; sein Hauptort war Montagrier, Vertreter im Generalrat des Départements war zuletzt von 2008 bis 2015 Jeannick Nadal. 
Der Kanton war 169,28 km² groß und hatte 4335 Einwohner (Stand: 1999).

## Gemeinden
| Gemeinde                | Einwohner Jahr | Fläche km² | Bevölkerungsdichte | Code INSEE | Postleitzahl |
| ----------------------- | -------------- | ---------- | ------------------ | ---------- | ------------ |
| Celles                  | 564 (2013)     | –          | – Einw./km²        | 24090      | 24600        |
| Chapdeuil               | 139 (2013)     | –          | – Einw./km²        | 24105      | 24320        |
| Creyssac                | 86 (2013)      | –          | – Einw./km²        | 24144      | 24350        |
| Douchapt                | 344 (2013)     | –          | – Einw./km²        | 24154      | 24350        |
| Grand-Brassac           | 528 (2013)     | –          | – Einw./km²        | 24200      | 24350        |
| Montagrier              | 515 (2013)     | –          | – Einw./km²        | 24286      | 24350        |
| Paussac-et-Saint-Vivien | 436 (2013)     | –          | – Einw./km²        | 24319      | 24310        |
| Saint-Just              | 124 (2013)     | –          | – Einw./km²        | 24434      | 24320        |
| Saint-Victor            | 210 (2013)     | –          | – Einw./km²        | 24508      | 24350        |
| Segonzac                | 206 (2013)     | –          | – Einw./km²        | 24529      | 24600        |
| Tocane-Saint-Apre       | 1.668 (2013)   | –          | – Einw./km²        | 24553      | 24350        |

## Bevölkerungsentwicklung
| 1962 | 1968 | 1975 | 1982 | 1990 | 1999 |
| ---- | ---- | ---- | ---- | ---- | ---- |
| 4211 | 4625 | 4425 | 4280 | 4169 | 4335 |